# Kanton Chevigny-Saint-Sauveur
Der Kanton Chevigny-Saint-Sauveur ist seit 2015 eine französische Verwaltungseinheit im Département Côte-d’Or in der Region Bourgogne-Franche-Comté. Er umfasst 6 Gemeinden im Arrondissement Dijon, sein Hauptort (frz.: bureau centralisateur) ist Chevigny-Saint-Sauveur.

## Gemeinden
Der Kanton besteht aus sechs Gemeinden mit insgesamt 27.329 Einwohnern (Stand: 1. Januar 2022) auf einer Gesamtfläche von 49,75 km²:
| Gemeinde                      | Einwohner 1. Januar 2022 | Fläche km² | Dichte Einw./km² | Code INSEE | Postleitzahl |
| ----------------------------- | ------------------------ | ---------- | ---------------- | ---------- | ------------ |
| Bressey-sur-Tille             | 1.110                    | 7,26       | 153              | 21105      | 21560        |
| Chevigny-Saint-Sauveur        | 10.895                   | 12,11      | 900              | 21171      | 21800        |
| Magny-sur-Tille               | 872                      | 10,56      | 83               | 21370      | 21110        |
| Neuilly-Crimolois             | 3.430                    | 8,21       | 418              | 21452      | 21800        |
| Quetigny                      | 8.897                    | 8,19       | 1.086            | 21515      | 21800        |
| Sennecey-lès-Dijon            | 2.125                    | 3,42       | 621              | 21605      | 21800        |
| Kanton Chevigny-Saint-Sauveur | 27.329                   | 49,75      | 549              | 2107       | –            |

## Veränderungen im Gemeindebestand seit der landesweiten Neuordnung der Kantone
2019: Fusion Crimolois und Neuilly-lès-Dijon → Neuilly-lès-Dijon